# Real Heroes: Firefighter
 Der er for få eller ingen kildehenvisninger i denne artikel, hvilket er et problem. Du kan hjælpe ved at angive troværdige kilder til de påstande, som fremføres i artiklen.

Real Heroes: Firefighter er et first-person shooter-spil til Nintendo Wii, der er udviklet af Epicenter Studios og udgivet af Conspiracy Entertainment. En Nintendo 3DS-version (Real Heroes: Firefighter 3D) blev udgivet den 12. september 2012 af Zordix og en Windows-version (på Steam) blev udgivet den 14. marts 2017 af Flying Tiger Entertainment Inc.
I spillet skal man være brandmand, og i den forbindelse gennemføre en række vilde og farlige missioner. For eksempel opstår der en brand i et fabriksområde og en anden gang i en ødelagt bro, der er udsat for at kollapse når som helst.
| computerspil | Spire Denne computerspilsrelaterede artikel er en spire som bør udbygges. Du er velkommen til at hjælpe Wikipedia ved at udvide den. |